# Otto Verbrugge
Otto Verbrugge (* 13. Dezember 1671 in Den Haag; † 24. September 1745 in Groningen) war ein niederländischer Theologe, Philosoph und Philologe.

## Leben
Er wurde im Jahre 1679 zum Lehrer (Professor) der Philosophie und Philologie am Gymnasium Georgianum in Lingen berufen.
Verbrugge war besonders für seine Reden bekannt und wurde durch seine Vorgesetzten geehrt und belohnt. Er hielt eine Begrüßungsrede für Friedrich I. von Preußen, welcher ihm daraufhin 40 Dukaten als Geschenk überreichte. Zudem übernahm Friedrich I. die Kosten für den Druck von Verbrugges Reden und ernannte ihn zum Theologieprofessor. Diese neue Professur trat er im Jahre 1702 an und gab sein Rektorat ab. Dazu hielt er eine Rede, in der er sagte: „de necessitate ac utilitate literarum orientalium in theologia“. 1717 wurde er an die Universität Groningen berufen. Auch dort wurde er Professor der Philologie und Theologie und erhielt zudem die theologische Doktorwürde. Fünf Jahre vor seinem Tode wurde er zum Mitglied der erneuerten Königlich-Preußischen Akademie der Wissenschaften in Berlin gewählt.

## Schriften
- De motu & quite. 1699.[2]
- De lapidatione veterum Hebraeorum. 1701.[3]
- De quaestione: num praeter humationem etiam crematio cadaverum apud veteres Hebraeos ufitata fuerit. 1707.
- Observationes de nominum Hebraeorum plurali numero, pluribus differtationibus annis MDCCXXII ad MDCCXXVIII ventilatae. Müller, Erlangen 1752. (Digitalisat)